# Едуарду Луїш
Едуарду Луїш (порт. Eduardo Luís, нар. 6 грудня 1955, Лореш) — португальський футболіст, що грав на позиції захисника. По завершенні ігрової кар'єри — тренер.
Виступав, зокрема, за клуби «Марітіму» та «Порту», а також національну збірну Португалії.
Чотириразовий чемпіон Португалії. Дворазовий володар Кубка Португалії. Чотириразовий володар Суперкубка Португалії. Володар Суперкубка УЄФА. Володар Міжконтинентального кубка.

## Клубна кар'єра
У дорослому футболі дебютував 1974 року виступами за команду «Марітіму», в якій провів один сезон. 
Протягом 1975—1976 років захищав кольори клубу «Бенфіка». За цей час виборов титул чемпіона Португалії.
Своєю грою за останню команду знову привернув увагу представників тренерського штабу клубу «Марітіму», до складу якого повернувся 1976 року. Цього разу відіграв за клуб з Фуншала наступні шість сезонів своєї ігрової кар'єри.
У 1982 році уклав контракт з клубом «Порту», у складі якого провів наступні шість років своєї кар'єри гравця. За цей час додав до переліку своїх трофеїв ще три титули чемпіона Португалії, ставав володарем Суперкубка УЄФА, володарем Міжконтинентального кубка.
Протягом 1989—1990 років захищав кольори клубу «Ріу-Аве».
Завершив ігрову кар'єру у команді «Оваренсе», за яку виступав протягом 1990—1992 років.

## Виступи за збірну
У 1980 році дебютував в офіційних матчах у складі національної збірної Португалії.
У складі збірної був учасником чемпіонату Європи 1984 року у Франції, на якому команда здобула бронзові нагороди.
Загалом протягом кар'єри в національній команді, яка тривала 8 років, провів у її формі 8 матчів.

## Кар'єра тренера
Розпочав тренерську кар'єру невдовзі по завершенні кар'єри гравця, 1993 року, очоливши тренерський штаб клубу «Оваренсе».
У 1995 році став головним тренером команди «Авеш», тренував клуб з Віла-даз-Авеш один рік.
Протягом тренерської кар'єри також очолював команди «Мая», «Уніан Мадейра», «Вілановенсе», «Браганса», «Бенфіка К Бранко», «Віла Ме» та «Лоуроза».
Наразі останнім місцем тренерської роботи був клуб «Мая», головним тренером команди якого Едуарду Луїш був з 2010 по 2011 рік.

## Титули і досягнення
- Чемпіон Португалії (4):

«Бенфіка»: 1975-1976
«Порту»: 1984-1985, 1985-1986, 1987-1988
- Володар Кубка Португалії (2):

«Порту»: 1983-1984, 1987-1988
- Володар Суперкубка Португалії (4):

«Порту»: 1981, 1983, 1984, 1986
- Володар Суперкубка УЄФА (1):

«Порту»: 1987
- Володар Міжконтинентального кубка (1):

«Порту»: 1987